# Centistes venyukovi
Centistes venyukovi är en stekelart som beskrevs av Sergey A. Belokobylskij 1993. Centistes venyukovi ingår i släktet Centistes och familjen bracksteklar. Inga underarter finns listade.